# Anguliphantes nasus
Anguliphantes nasus är en spindelart som först beskrevs av Paik 1965.  Anguliphantes nasus ingår i släktet Anguliphantes och familjen täckvävarspindlar. Inga underarter finns listade i Catalogue of Life.